# Weense E-trams
De Type E is een serie van de Weense tram. Dit zijn gelede trams met zes assen, ontworpen als eenrichtingsvoertuig, gebouwd tussen 1959 en 1990 in drie verschillende series door Simmering-Graz-Pauker (SGP) en Lohner, waarvan sommige nog steeds in gebruik zijn. Ze werden technisch gebaseerd op de Düwag-Eenheidswagens, die vooral in Duitsland wijdverbreid zijn.

## Types

### Type E
Van 1959 tot 1962 werden door SGP 30 en Lohner 59 E-wagens geproduceerd, maar het motorvermogen was te laag voor het gebruik van bijwagen en er werd besloten de E1-serie te bouwen.

### Type E1
Van 1966 tot 1976 werden de wagens van het type E1 van SGP (238 trams) en Lohner (100 trams) geproduceerd. Vanaf 2009 werden de trams vanwege verschillende ongevallen voorzien van achteruitkijkspiegels. De twee wagens 4866 en 4867 werden omgebouwd voor gebruik op de Vienna Ring Tram (VRT). Aangenomen wordt nu dat E1-trams tot rond 2020 en E2-trams tot 2025 zullen worden gebruikt.
De E1-motorwagens hebben 40 zitplaatsen en 65 staanplaatsen. Ze reden solo of met de bijwagens c3 of c4.

### Type E2
Toen de productie van de E1-wagens werd stopgezet, waren de plannen voor de volgende generatie E2 al voltooid. Het is gebaseerd op het Mannheim-type en verschilt van zijn voorgangers naast het ontwerp met enkele technische innovaties en uitklapbare opstappen. Ook het interieur is opnieuw ontworpen. De eerste tram werd in augustus 1978 in gebruik genomen. Vanaf 2009 waren alle wagens uitgerust met achteruitkijkspiegels om verdere incidenten te voorkomen. In 1990 werd de productie van de E2-voertuigen stopgezet. 98 trams werden geproduceerd door SGP, 24 door Bombardier.
De E2-motorwagens hebben 44 zitplaatsen en 58 staanplaatsen. Ze rijden meestal zoals gepland met c5 bijwagens, maar worden af en toe ook solo gebruikt.

## Galerij

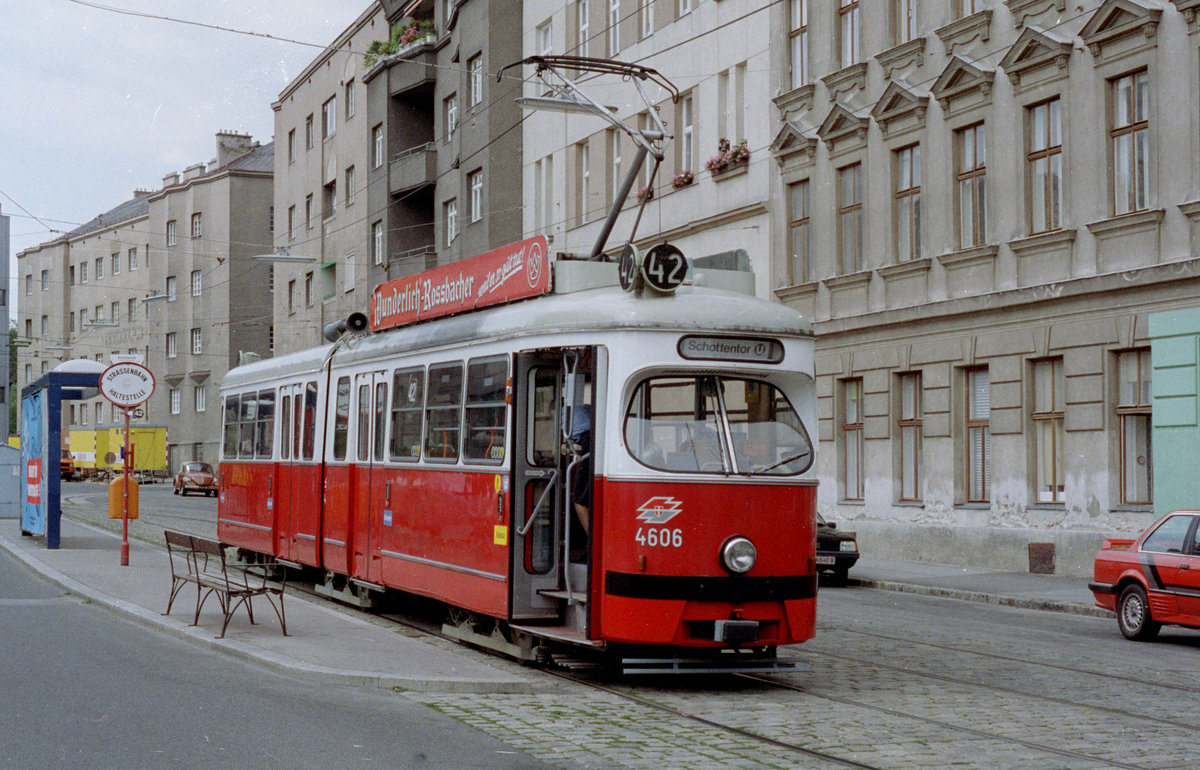
SGP E in Wenen
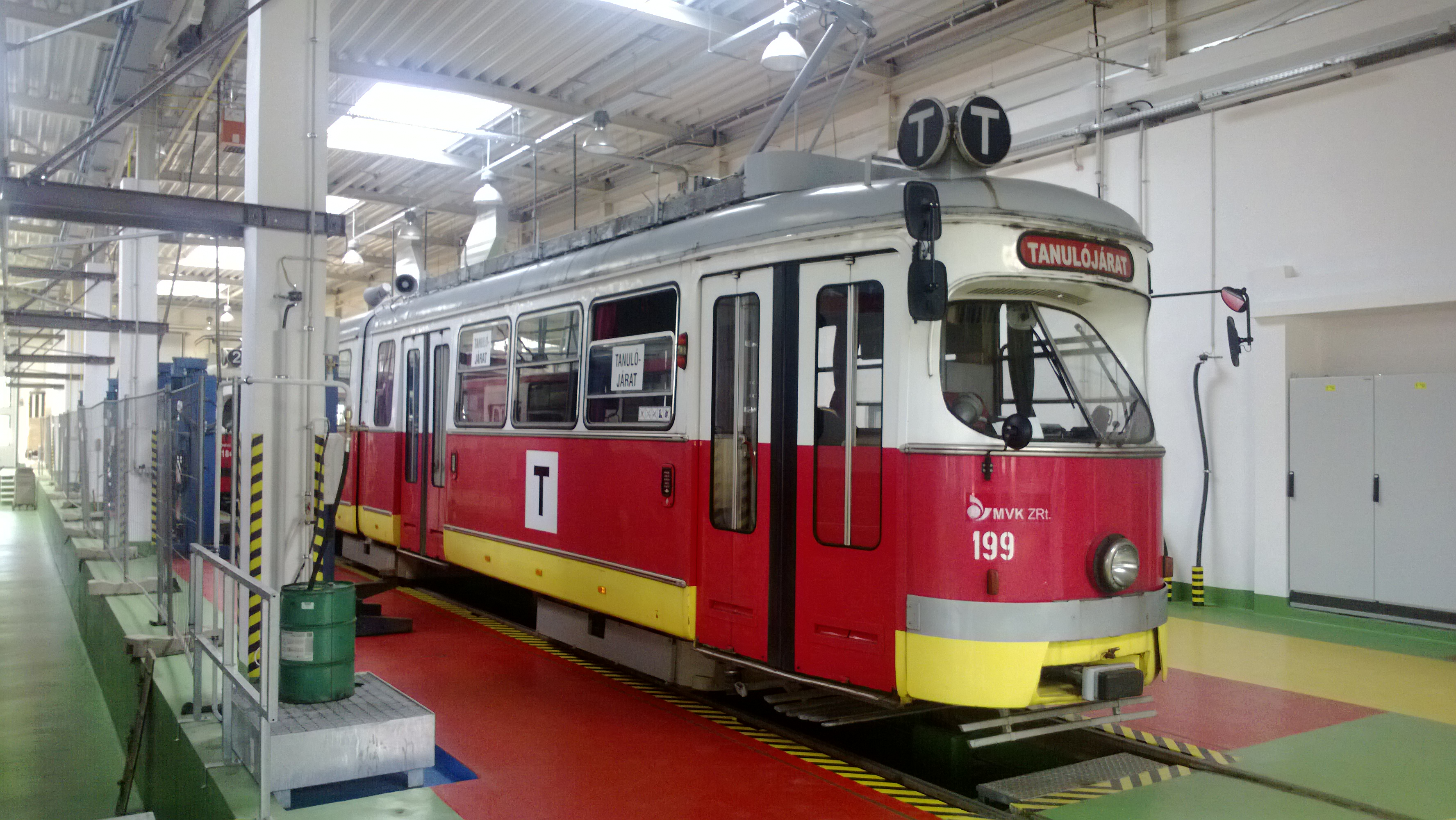
SGP E1 tram in de remise in Miskolc
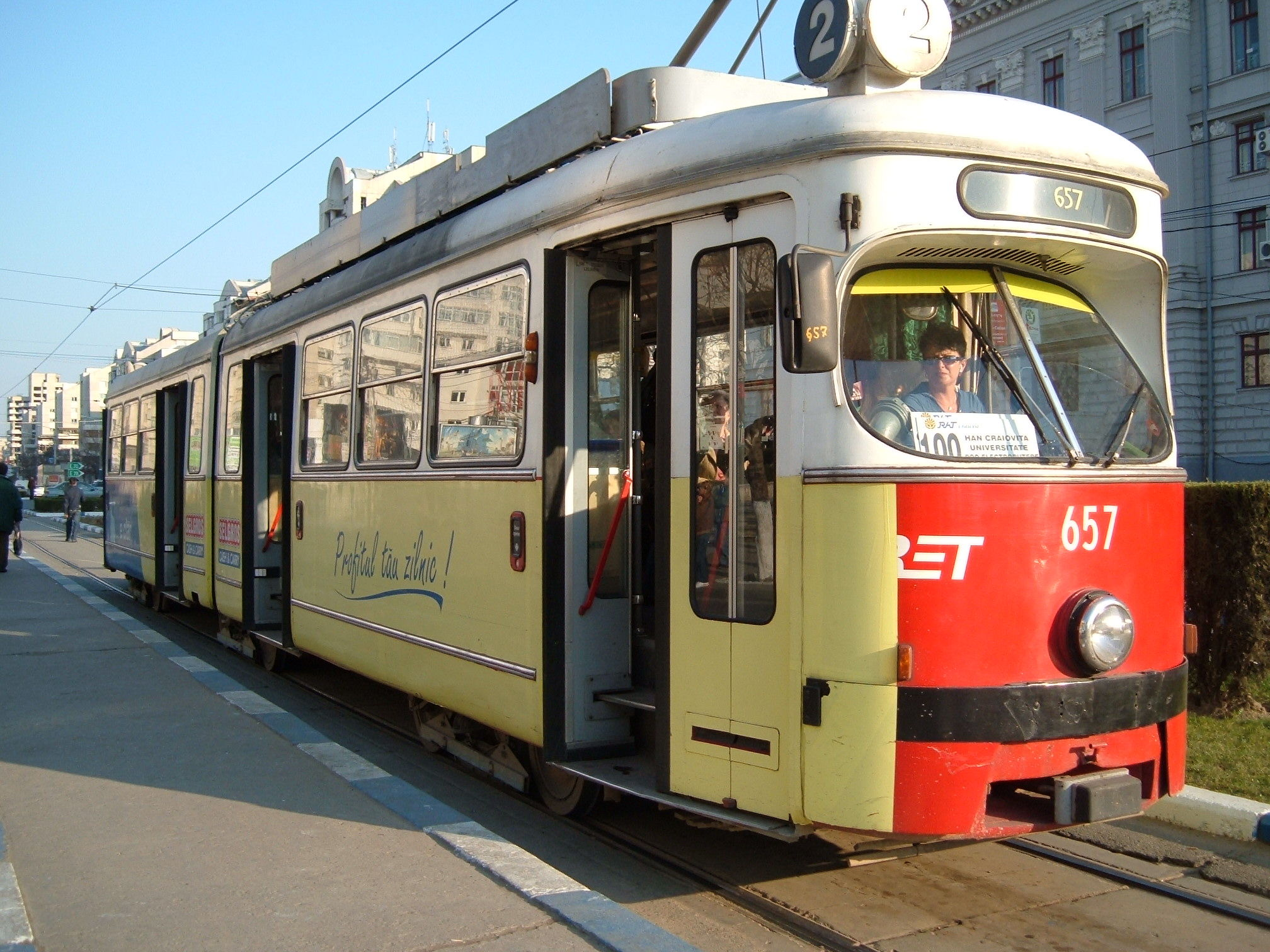
SGP E1 op lijn 100 in Craiova
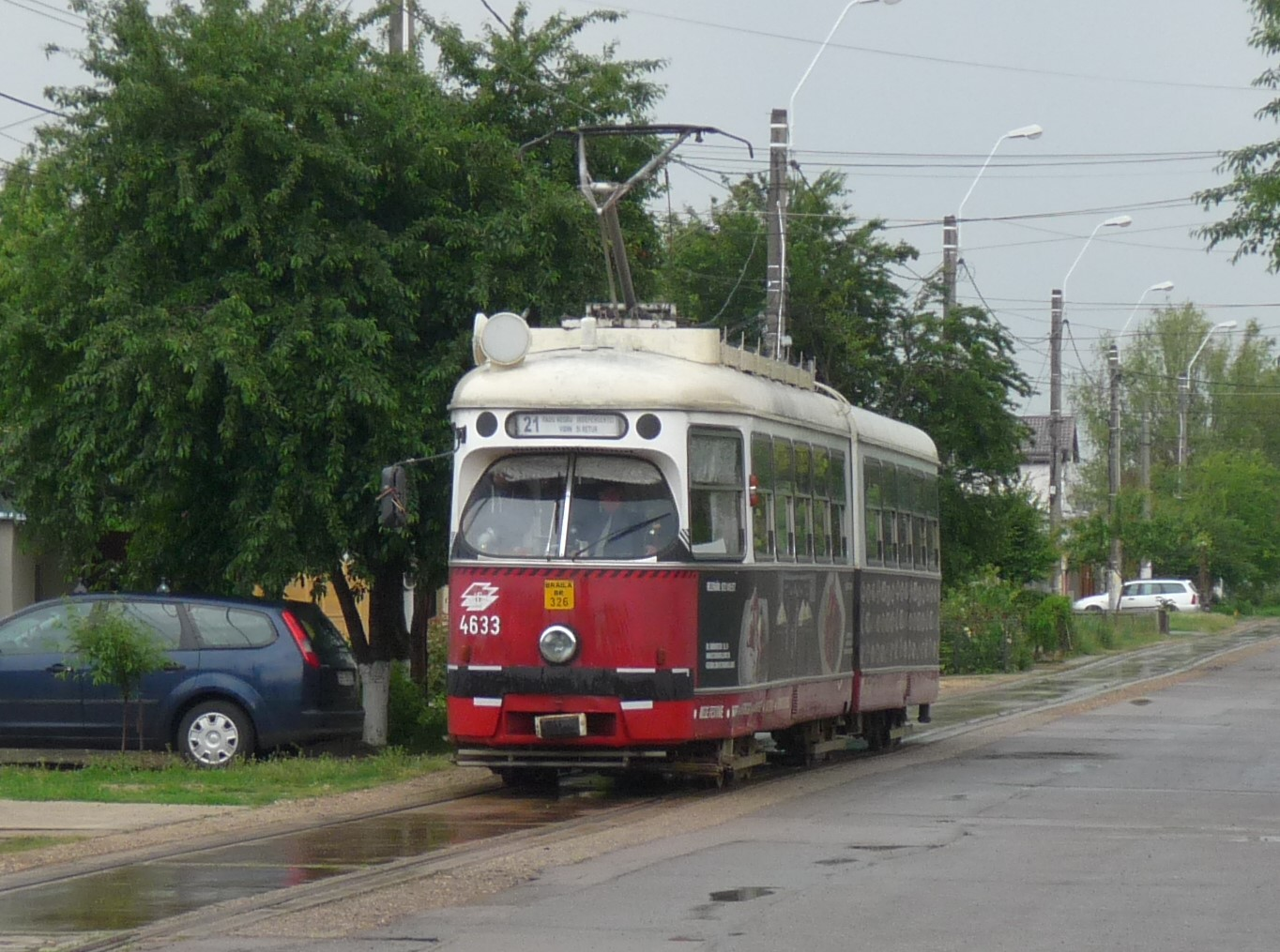
SGP E1 op lijn 21 in Brăila
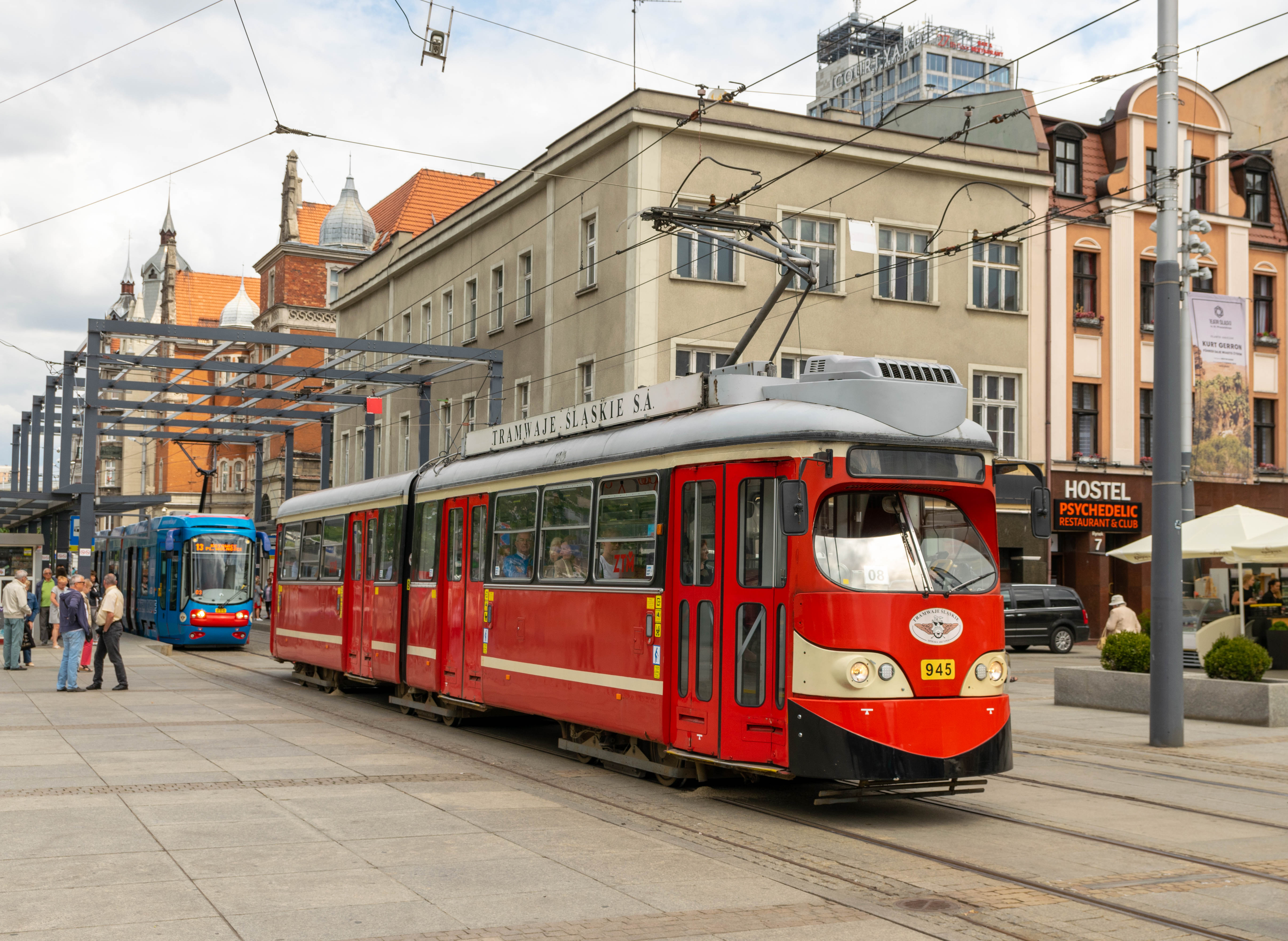
SGP E1 in Katowice
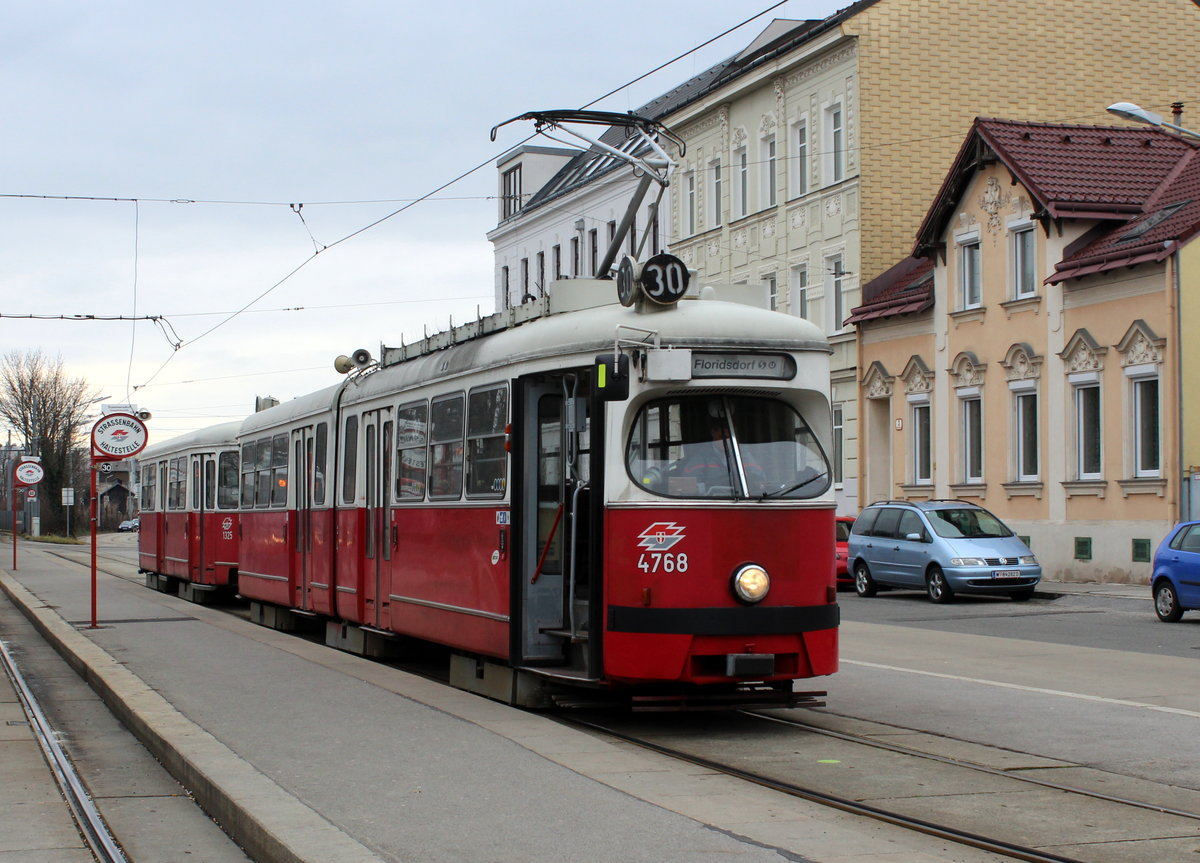
SGP E1 op lijn 30 in Wenen
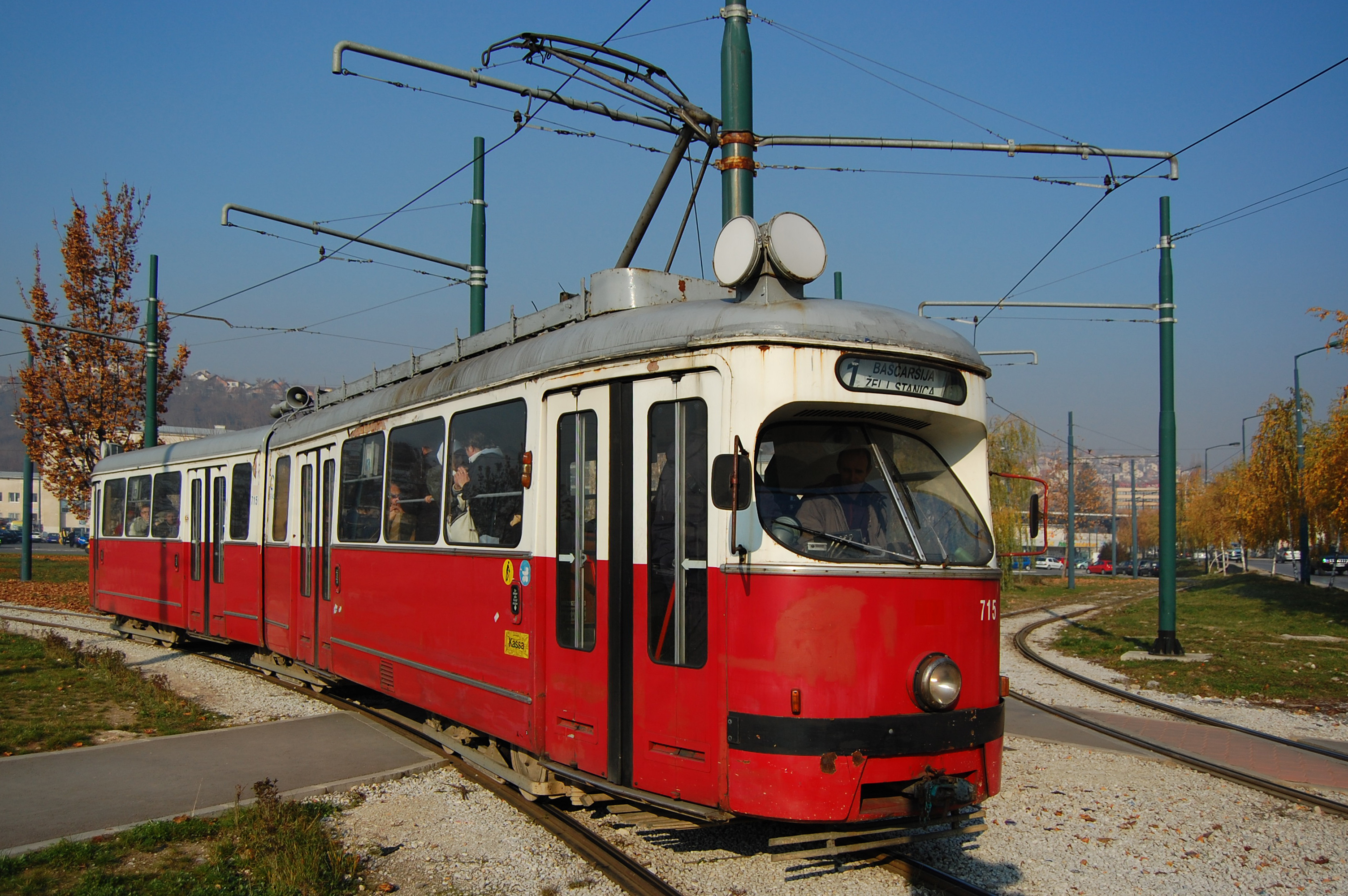
SGP E1 op lijn 1 in Sarajevo
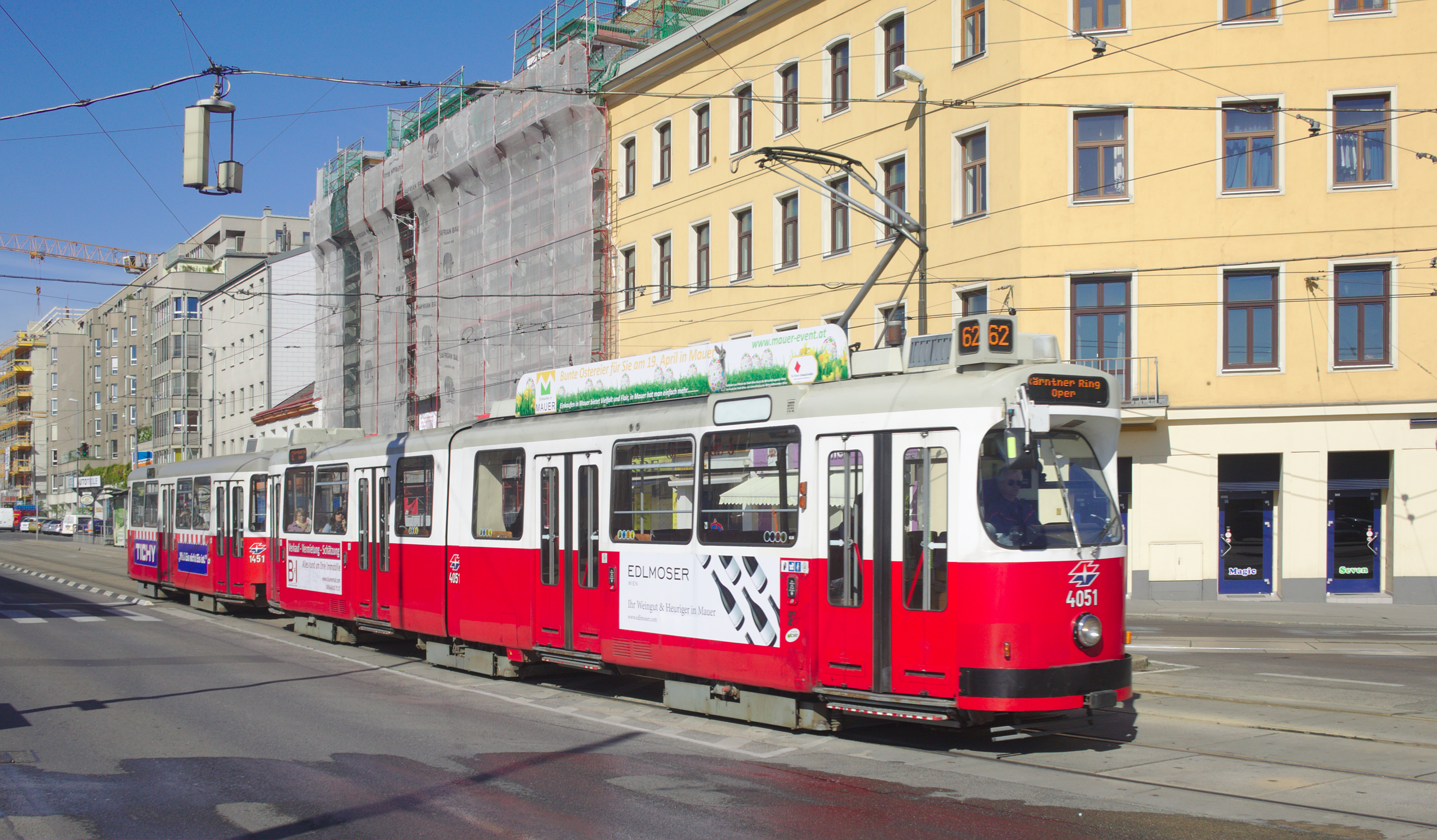
SGP E2 in Wenen
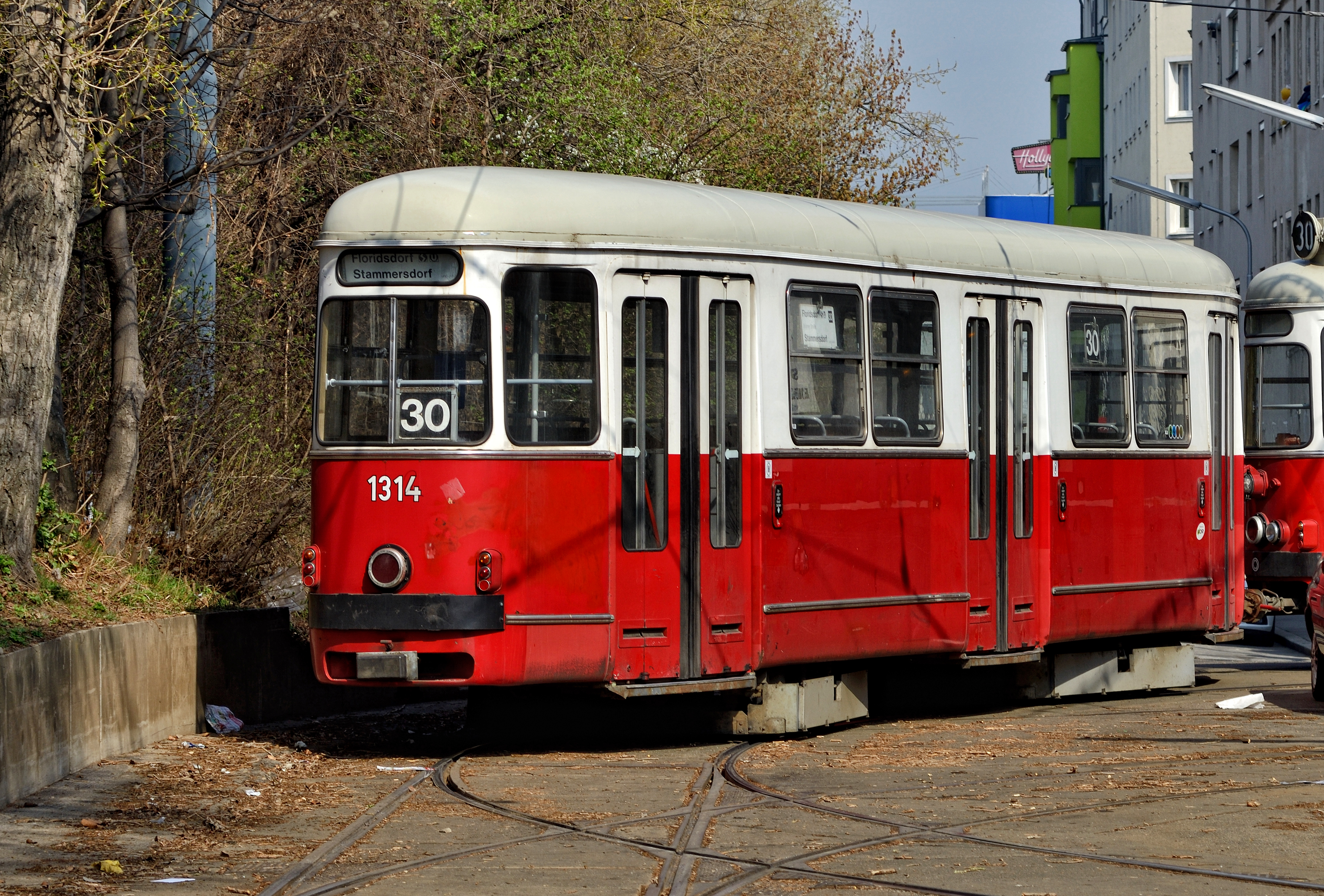
Bijwagen van type c4
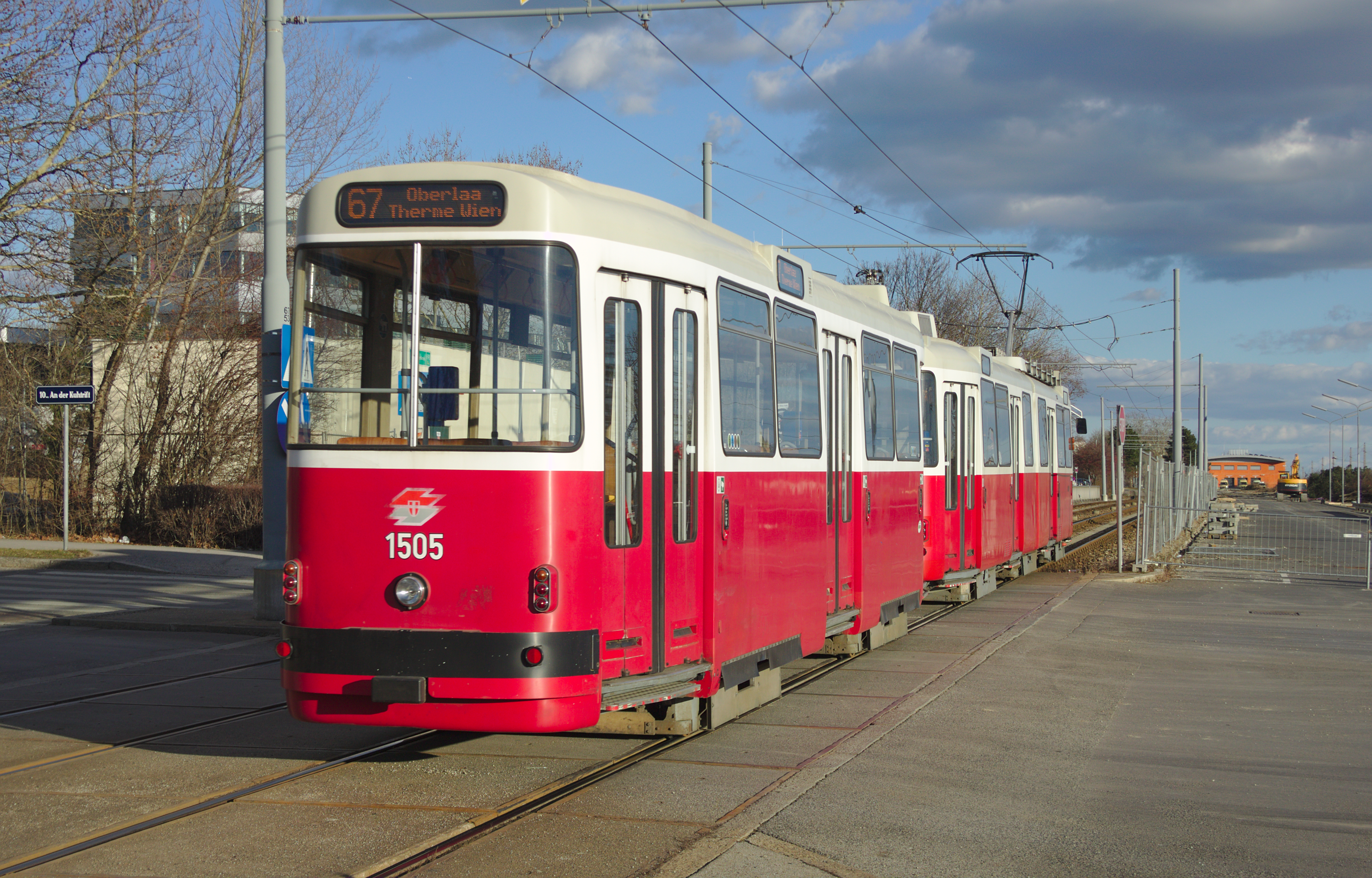
Bijwagen van type c5